# Abel Gance
Abel Gance (25. oktober 1889 i Paris, Frankrig – 10. november 1981 i Paris, Frankrig) var en fransk filminstruktør, der debuterede i 1911 og brød igennem med antikrigdramaet J'accuse. Han udmærkede sig med filmen La Roue fra 1921, men den seks timer lange Napoleon fra 1927 betragtes som hovedværket. Gances sidste film instrueredes i 1967.

## Fodnoter
1. ↑  Abel Gance i Den Store Danske. Sidst opdateret: 30.1.2009. Besøgt d. 21.10.2010